# Сохтой-Юрях
Сохтой-Юрях — река в Восточной Сибири, приток реки Лена.
Протяжённость реки составляет 22 км. Течёт с севера на юг среди лиственничной тайги между реками Белянка и Выпычика. Впадает в реку Лена справа на расстоянии 1284 км от её устья напротив острова Булур.
По данным государственного водного реестра России относится к Ленскому бассейновому округу. Код водного объекта — 18030700112117400000390.